# Lewon Issajewitsch Mirsojan

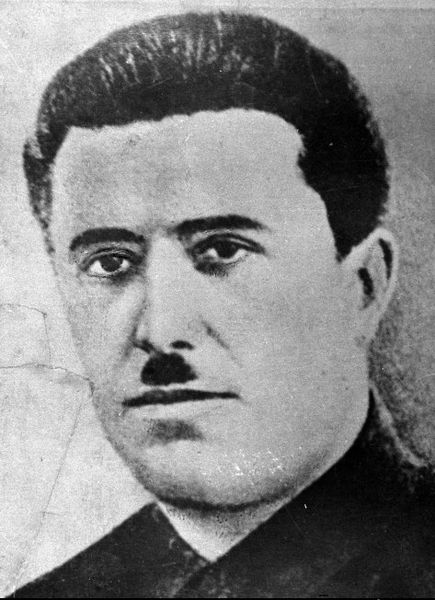
Levon Mirzoyan

Lewon Issajewitsch Mirsojan (russisch Левон Исаевич Мирзоян; * November 1896 in Aschan bei Schuscha, Bergkarabach; † 26. Februar 1939 in Moskau) war ein armenisch-sowjetischer Politiker. Er war von  1926 bis 1929 Erster Sekretär der Kommunistischen Partei in der Aserbaidschanischen SSR. Von 1933 bis 1938 bekleidete er dieses Amt in der Kasachischen ASSR bzw. Kasachischen SSR.

## Leben

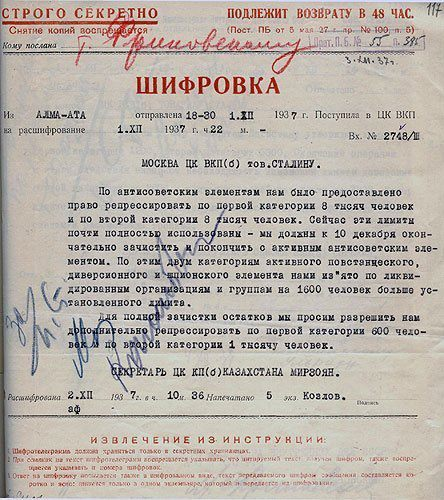
Chiffriertes Telegramm von Mirsojan an Stalin vom 1. Dezember 1937

Lewon Mirsojan wurde 1896 in dem kleinen Dorf Aschan in der Nähe von Schuscha in der heute umstrittenen Region Bergkarabach geboren. Er stammte aus einer christlichen armenischen Bauernfamilie. Mirsojan ging 1912 nach Baku, um dort revolutionäre Bewegungen zu unterstützen. 1917 schloss er sich den Bolschewiki an. Ab 1919 begann er zahlreiche Aufgaben in der Kommunistischen Partei zu übernehmen. Er stieg in der Folge immer weiter in der Parteihierarchie auf. Am 21. Januar 1926 wurde er schließlich zum Ersten Sekretär der KP der Aserbaidschanischen SSR ernannt, was in etwa dem Posten des Regierungschefs von Aserbaidschan gleichkam. Er behielt dieses Amt bis zum 5. August 1929. Anschließend arbeitete Mirsojan in der Leitung verschiedener Distriktausschüsse und Regionalkomitees in der Region Perm.
Vom 23. April 1933 bis zum 23. Mai 1938 war er schließlich Erster Sekretär der Kommunistischen Partei in Kasachstan. Kasachstan war zunächst noch als Kasachische ASSR eine Teilrepublik der Russischen SFSR, wurde dann aber 1936 als Kasachische SSR eine Unionsrepublik innerhalb der Sowjetunion.
In der Zeit des stalinistischen Terrors war Mirsojan zunächst Mitglied einer Sondertroika, die am 30. Juli 1937 durch den NKWD-Befehl Nr. 00447 geschaffen wurde. Unter den geheimen Dokumenten, die im Russischen Staatsarchiv für Sozial- und Politikgeschichte aufbewahrt werden, befindet sich ein Telegramm vom 1. Dezember 1937, in dem Mirsojan Josef Stalin darum bittet, die Repressionsmaßnahmen gegen 1.600 „aktive aufständische, subversive und spionierende Elemente“ zu verschärfen. 
Anfang 1938 schrieb Mirsojan einen Brief an Stalin und Wjatscheslaw Molotow, in dem er die Deportation der Sowjetkoreaner nach Kasachstan kritisierte und außerdem Zweifel an den Arbeitsmethoden des NKWD äußerte. Kurz darauf wurde Mirsojan aus seinem Amt entlassen, verhaftet, ins Lefortowo-Gefängnis nach Moskau gebracht und dort schließlich am 26. Februar 1939 erschossen.
1958 wurde er posthum rehabilitiert.

## Sonstiges
Von 1936 bis 1938 trug die Stadt Taras offiziell den Namen „Mirsojan“. In der heutigen kasachischen Hauptstadt Astana ist noch heute eine Straße nach ihm benannt. Lewon Mirsojan war auch Träger des Leninordens.